# Inginerii uzinei
Inginerii uzinei este un film românesc din 1964 regizat de Alexandru Sîrbu.